# Adagio
Az adagio (olasz ’kényelmesen’) a 17. század eleje óta használatos zenei műszó, amellyel később az igen lassú, az andante és a largo között levő időmértéket jelölték. Az adagio kifejezést, rendesen zenedarabok elején, a fő időmérték feltüntetésére használják; adagio alatt azonban egyúttal a szonátákban és szimfóniákban előforduló, ebben az időmértékben játszandó egész tételeket is értik. Az adagio-tétel rendesen az első allegro-tétel után következik, de vannak esetek, amikor  az adagio egy szimfónia harmadik tétele. A rövid adagio-tételt adagiettónak nevezik.